# Saint-Jean-de-Barrou
Saint-Jean-de-Barrou  es una localidad  y comuna francesa, situada en el departamento del Aude en la región administrativa de Languedoc-Rosellón y en la región natural de las Corbières.

## Demografía
| 256 | 314 | 301 | 292 | 225 | 204 |
| Para los censos de 1962 a 1999 la población legal corresponde a la población sin duplicidades (Fuente: INSEE [Consultar]) |     |     |     |     |     |

## Personalidades relacionadas
- Laurent Cathala, político.